# Satz von Lefschetz über Hyperebenenschnitte
In der Mathematik, speziell in der Algebraischen Geometrie und Algebraischen Topologie, stellt der Satz von Lefschetz über Hyperebenenschnitte einen Zusammenhang zwischen der Gestalt einer algebraischen Varietät und der Gestalt ihrer Untervarietäten her. Er besagt, dass für einen Hyperebenenschnitt {\displaystyle Y\subset X}in einer projektiven Varietät {\displaystyle X} die Homotopie-, Homologie- und Kohomologiegruppen bis zu einer gewissen Dimension bereits durch diejenigen von {\displaystyle X} festgelegt sind. Benannt ist die Aussage nach Solomon Lefschetz.

## Satz (Allgemeine Formulierung)
Satz: Es sei {\displaystyle V\subset \mathbb {C} P^{n}} eine komplex {\displaystyle k}-dimensionale projektive Varietät und {\displaystyle H\subset \mathbb {C} P^{n}} eine Hyperebene, die alle Singularitäten von {\displaystyle V} enthält. Dann ist
{\displaystyle \pi _{r}(V,V\cap H)=0\ \ \forall r<k-1}.
Insbesondere induziert die Inklusion {\displaystyle V\cap H\to V} einen Isomorphismus der Homotopie-, Homologie- und Kohomologiegruppen bis Grad {\displaystyle k-2} und einen Epimorphismus (bzw. einen Monomorphismus im Falle der Kohomologie) in Grad {\displaystyle k-1}.
Der Satz ist eine Folgerung aus dem folgenden stärkeren Satz von Andreotti-Frankel.
Satz: Jede komplexe Untermannigfaltigkeit {\displaystyle M\subset \mathbb {C} ^{n}} der komplexen Dimension {\displaystyle k} ist homotopieäquivalent zu einem {\displaystyle k}-dimensionalen CW-Komplex, insbesondere ist {\displaystyle \pi _{i}(M)=H_{i}(M;\mathbb {Z} )=0} für {\displaystyle i>k}.

## Hyperflächen im projektiven Raum
Die wohl wichtigste Anwendung bilden nichtsinguläre Hyperflächen {\displaystyle X\subset \mathbb {C} P^{k}}, also durch ein einzelnes homogenes Polynom {\displaystyle P\in \mathbb {C} \left[z_{0},\ldots ,z_{k}\right]} ohne simultane Nullstellen aller partiellen Ableitungen {\displaystyle {\frac {\partial P}{\partial z_{i}}}} gegebene Untervarietäten
{\displaystyle X=\left\{\left[z_{0}:\ldots :z_{k}\right]\in \mathbb {C} P^{k}\colon P(z_{0},\ldots ,z_{k})=0\right\}}.
Hierfür bettet man {\displaystyle \mathbb {C} P^{k}} mittels der Veronese-Einbettung {\displaystyle \iota _{d}\colon \mathbb {C} P^{k}\to \mathbb {C} P^{N}} ({\displaystyle d=deg(P)}) als Untervarietät
{\displaystyle V:=\iota _{d}(\mathbb {C} P^{k})\subset \mathbb {C} P^{N}}
in einen höher-dimensionalen {\displaystyle \mathbb {C} P^{N}} ein mit {\displaystyle N={\tbinom {k+d}{d}}-1}.
Das Bild von {\displaystyle X} unter der Veronese-Abbildung ist der Schnitt von {\displaystyle V} mit einer Hyperebene {\displaystyle H\subset \mathbb {C} P^{N}}, denn die Monome des Grad-d-Polynoms {\displaystyle P} entsprechen gerade den Komponenten der Veronese-Abbildung, das Bild wird also durch eine lineare Gleichung beschreiben. Man kann dann den Lefschetzschen Satz auf {\displaystyle V} und {\displaystyle H}
anwenden und erhält wegen {\displaystyle X\simeq H\cap V}, dass
{\displaystyle \pi _{r}X\to \pi _{r}\mathbb {C} P^{k}}
ein Isomorphismus für {\displaystyle r<k-1} und ein Epimorphismus für {\displaystyle r=k-1} ist.
Insbesondere sind für {\displaystyle k\geq 3} nichtsinguläre Hyperflächen im {\displaystyle \mathbb {C} P^{k}} einfach zusammenhängend.